# 喜峰口
40°26′37″N 118°17′21″E / 40.4435°N 118.2892°E喜峰口，旧称卢龙塞，是中国华北地区北部燕山山脉东段的一个重要隘口，位于迁西县县城以北40公里滦阳镇与宽城县接近之处，由滦河自北向南切割燕山而成。关隘现已沉入潘家口水库库区内。

## 沿革
汉朝时初设松亭关于此，后松亭关北移至今宽城境内，原关口在唐朝之前改称卢龙塞，因传说古代有父子失散已久，终于此处相逢，故俗名“喜逢口”。

### 明
宣德年后，此處逐渐成为明朝实际控制区与蒙古诸部落之间的分界线，双方不时激战于此。
景泰三年（1452年），明政府在此筑关与长城相连，称“喜峰口关”，后遂通称喜峰口。
崇禎二年（1629年）後金皇太極率軍十萬自喜峰口入塞，後世稱為己巳之變。

### 民國
中華民國北洋政府時期，華北國民軍及奉軍李景林曾在此遭遇。
民国二十二年(1933年)爆发的长城抗战中，国民革命军第29军第37师第109旅(赵登禹旅)曾于此与日本关东军展开激战，史称喜峰口战斗。